# (468313) 2016 BU62
(468313) 2016 BU62 es un asteroide perteneciente al cinturón de asteroides, descubierto el 27 de octubre de 2003 por el equipo Spacewatch desde el Observatorio Nacional de Kitt Peak (Arizona, Estados Unidos).